# So Fine
„So Fine” – singel Seana Paula, wydany w 2005 roku.

## Lista utworów
- CD maxi–singel (17 lipca 2009)[1]

1. „So Fine” – 3:33
2. „She Wanna Be Down” (utwór dodatkowy) – 3:35

## Teledysk
Teledysk do utworu został wyreżyserowany przez Raya Kaya i wydany 2 października 2009 roku przez Atlantic Records.

## Notowania na listach przebojów
| Kraj/Region       | Lista (2009/2010)                  | Najwyższa pozycja |
| ----------------- | ---------------------------------- | ----------------- |
| Stany Zjednoczone | US Billboard Hot Rap Songs         | 13                |
| Francja           | Top 200 Singles                    | 17                |
| Stany Zjednoczone | US Billboard Pop Songs             | 24                |
| Wielka Brytania   | Singles Top 100                    | 25                |
| Szwecja           | Top 60 Singles                     | 36                |
| Szwajcaria        | Singles Top 75                     | 38                |
| Niemcy            | Top 100 Singles                    | 39                |
| Stany Zjednoczone | US Billboard Hot 100               | 50                |
| Austria           | Singles Top 75                     | 56                |
| Stany Zjednoczone | US Billboard Hot R&B/Hip-Hop Songs | 90                |
| Japonia           | Japan Hot 100                      | 94                |